# Рим, Тим
Ти́моти Ма́йкл Рим (англ. Timothy Michael Ream; 5 октября 1987, Сент-Луис, Миссури, США), более известный как Тим Рим (англ. Tim Ream) — американский футболист, центральный защитник клуба «Шарлотт» и сборной США.

## Карьера

### Ранние годы
Тим родился 5 октября 1987 года в городе Сент-Луис в штате Миссури. Во время обучения в Сент-Луисском университете в 2006—2009 годах он выступал за университетскую команду в Национальной ассоциации студенческого спорта. В 2008 и 2009 годах он также играл за фарм-клуб «Чикаго Файр» в любительской лиге.

### Клубная
На Супердрафте MLS 2010 Рим был выбран во втором раунде под общим 18-м номером клубом «Нью-Йорк Ред Буллз». Дебютировал за клуб 27 марта 2010 года в игре против «Чикаго Файр», в которой вышел в стартовом составе и провёл на поле все 90 минут. 11 сентября забил свой первый гол в карьере, в ворота «Колорадо Рэпидз». За сезон Рим отыграл все 30 матчей и помог клубу победить в Восточной конференции чемпионата. По окончании года он был одним из претендентов на звание новичка года в MLS.
24 января 2012 года «Нью-Йорк Ред Буллз» принял переложение «Болтон Уондерерс» о продаже Рима за £2,5 млн. После согласование личного контракта Тим официально стал игроком английского клуба. 26 января контракт был подписан на три с половиной года. 18 февраля в кубковый игре против «Миллуолла» состоялся его дебют. Перед началом нового сезона взял 5-й номер. В сезоне 2013/14 Рим был признан лучшим игроком клуба по результатам голосования. Летом 2014 года подписал с «Болтоном» новый трёхлетний контракт. Летом 2015 года «Болтон» отклонил, поступивший от «Куинз Парк Рейнджерс», запрос на трансфер игрока.
20 августа 2015 года Рим перешёл в «Фулхэм» за £1,4 млн ($2,19 млн), подписав с лондонским клубом контракт на четыре года. За «Фулхэм» дебютировал 29 августа в матче против «Ротерем Юнайтед». По итогу сезона 2017/18 болельщики «дачников» признали американского защитника лучшим игроком клуба. 6 июля 2018 года Рим согласовал новый двухлетний контракт с «Фулхэмом». На «Боксинг дэй» 2022 года в матче против «Кристал Пэлас» забил свой первый гол в Премьер-лиге и в тот же день заключил с «Фулхэмом» новый контракт до лета 2024 года. 7 октября 2023 года сыграл свой 300-й матч за «Фулхэм» против «Шеффилд Юнайтед». 29 декабря 2023 года Рим продлил контракт с «Фулхэмом» до лета 2025 года.
7 августа 2024 года Рим перешёл в клуб MLS «Шарлотт», подписав контракт до конца сезона 2026 с опцией продления на сезон 2027. За «Шарлотт» дебютировал 24 августа в матче против «Нью-Йорк Ред Буллз».

### В сборной
11 ноября 2010 года Тим получил вызов в национальную сборную США. Дебютировал 17 ноября в товарищеском матче против сборной ЮАР, выйдя в стартовом составе и по ходу игры будучи заменённым на Нэта Борчерса.
22 мая 2016 года в товарищеском матче со сборной Пуэрто-Рико забил свой первый гол на международной арене.
Рим включался в составы сборной США на чемпионат мира 2022, Золотые кубки КОНКАКАФ 2011, 2015 и 2019, Кубок Америки 2024.

## Достижения

### Командные
«Фулхэм»
- Победитель Чемпионшипа: 2021/22

Сборная США
- Победитель Лиги наций КОНКАКАФ: 2019/20[41], 2023/24[42]

### Личные
- Команда года Чемпионшипа по версии ПФА: 2021/22[43]